# Dieric Bouts
Dierick Bouts eller Dirk/Dieric Bouts (ca. 1415 – 6. maj 1475) var en nederlandsk maler. Han blev født i Haarlem omkring 1415 og døde i Leuven. Kunstmaler Aelbrecht Bouts var hans søn.